# Lasioglossum expulsum
Lasioglossum expulsum là một loài Hymenoptera trong họ Halictidae. Loài này được Cockerell mô tả khoa học năm 1916.